# 楠ヶ丘信号場
楠ヶ丘信号場（くすがおかしんごうじょう）は、宮崎県都城市山之口町北郷徒にある、九州旅客鉄道（JR九州）日豊本線の信号場である。

## 歴史
- 1965年（昭和40年）10月1日：日本国有鉄道（国鉄）が開設[1]。
- 1987年（昭和62年）4月1日：国鉄分割民営化により九州旅客鉄道が継承[1]。
- 2022年（令和4年）4月1日：宮崎支社の発足により、鹿児島支社から同支社へ移管[2]。

## 構造
2線を有する単線行き違い型の信号場であり、上下方共に片開き分岐器になっている。列車の追い抜きはできない（門石信号場と同様）。

## 周辺
一帯が森林地帯である。走湯神社の聖域があり、信号場付近は悪路が続く。

## 隣の駅
九州旅客鉄道（JR九州）
■日豊本線
青井岳駅 - 楠ヶ丘信号場 - 山之口駅